# Mutacja genowa
Mutacja genowa – jeden z typów mutacji; dziedziczna zmiana zachodząca w genie, na poziomie kwasu deoksyrybonukleinowego (DNA), gdzie następuje zamiana sekwencji nukleotydów, w wyniku której powstaje nowy allel.
Konsekwencją mutacji genowych jest zmiana w układzie aminokwasów białka syntetyzowanego na bazie danego genu. Mutacje genowe zachodzą najczęściej samorzutnie.
Mutacja genowa może być mutacją punktową, może też polegać na zamianie, wstawieniu bądź wycięciu większego odcinka DNA. Mutacja dynamiczna polega na powieleniu krótkiego (kilka nukleotydów) fragmentu genu.